# Tristram Cary
Pour les articles homonymes, voir Cary.
Tristram (Ogilvie) Cary, né le 14 mai 1925 à Oxford (Angleterre) et mort le 24 avril 2008 à Adélaïde (Australie-Méridionale), est un compositeur australo-britannique.

## Biographie
Fils du romancier irlandais Joyce Cary et de son épouse Gertrude Ogilvie, Tristram Cary étudie la composition, le piano, le cor, l'alto et la direction d'orchestre au Trinity College (en) de Londres entre 1946 et 1951.
Pionnier des musiques électronique et concrète (puis électroacoustique) au Royaume-Uni dès les années 1950, il crée le studio de musique électronique du Royal College of Music de Londres en 1967. Deux ans plus tard, en 1969, il est cofondateur de l'Electronic Music Studio (EMS) et l'un des concepteurs la même année du synthétiseur EMS VCS3.
Installé en Australie dans les années 1970, il détient la double nationalité australo-britannique à la suite de sa naturalisation. Il meurt à Adélaïde (Australie-Méridionale) en 2008, à 82 ans.
Outre des pièces de musique électroacoustique (ou assimilée), il compose des pièces pour instrument solo (dont le piano), de la musique de chambre, des pièces pour orchestre et de la musique vocale.
On lui doit aussi les musiques de treize films britanniques, depuis Tueurs de dames d'Alexander Mackendrick (1955) jusqu'à La Momie sanglante de Seth Holt (1971), avant un film australien de 1976. Il collabore également au court métrage d'animation américain A Christmas Carol (1971), ainsi qu'à dix documentaires (dont neuf courts métrages) entre 1958 et 1975.
Enfin, pour la télévision britannique, il contribue à quelques séries (1962-1974), principalement Doctor Who (neuf épisodes, 1963-1972, depuis The Daleks jusqu'à The Mutants).
S'ajoutent le téléfilm américain Le Prince et le Pauvre de Don Chaffey (1962) et un téléfilm austro-allemand diffusé en 1966.

## Compositions (sélection)

### Pièces pour instrument solo
- 1959 : Sonate pour guitare
- 1989 : Polly Fillers pour piano
- 1992 : Strange Places pour piano
- 1993 : Messages pour violoncelle

### Musique de chambre
- 1974 : Sub cruce lumen et sonitus MDCCCLXXIV - MCMLXXIV : A Centenary Overture pour 6 trompettes, 6 trombones et percussions
- 1977 : The Songs Inside pour quintette à vent
- 1981 : Family Conference pour quatuor de clarinettes
- 1982 : Seeds, quintette pour flûte, clarinette, violon, violoncelle et percussion
- 1985 : Quatuor à cordes no 2
- 1991 : Sevens pour piano et ensemble à cordes (et synthétiseur optionnel)

### Pièces avec musique électroacoustique (ou assimilée)
- 1955 : The Japanese Fishermen
- 1959 : The Children of Lir, suite (révision en 1996)
- 1967 : 3 4 5 : A Study in Limited Resources ; Birth is Life is Power is Death is God is
- 1968 : Leviathan '99, musique radiophonique (révision en 1972)
- 1969 : Continuum
- 1970 : Narcissus pour flûte et son électronique pré-enregistré
- 1973 : Romantic Interiors pour violon, violoncelle et bande magnétique
- 1978 : Steam Music
- 1979 : Nonet
- 1980 : I Am Here pour soprano et son électronique pré-enregistré ; Soft Walls pour synthétiseur ; Strands pour 2 pianos et bande magnétique
- 1984 : Trellises
- 1987 : Rivers, quatuor pour percussions avec son électronique
- 1991 : Black, White & Rose pour marimba, gongs, wood-blocks et bande magnétique pré-enregistrée
- 1994 : Impossible Piano
- 1996 : Sine City II ; Three Clockpieces
- 1998 : Through Glass pour piano et son électronique pré-erengistré

### Musique pour orchestre
- 1976 : Contours and Densities at First Hill
- 1991 : The Dancing Girls
- 1993 : Inside Stories
- 2000 : Scenes from a Life

### Musique vocale
- 1959 : Songs for Maid Marian pour soprano et piano (révision en 1998)
- 1976 : Peccata Mundi pour chœurs et orchestre
- 1978 : Angelus Emittitur, Two Nativity Songs et Verbum caro factum est pour chœurs a cappella
- 1993 : Earth Old Songs, 5 mélodies pour soprano et piano

### Musique pour l'écran

#### Musique de film
(films britanniques, sauf mention contraire)
- 1955 : Tueurs de dames d'Alexander Mackendrick
- 1957 : Temps sans pitié de Joseph Losey
- 1957 : Les Monstres de l'espace de Roy Ward Baker
- 1957 : Traqué par Scotland Yard de John Guillermin
- 1960 : Le Gosse au million (The Boy Who Stole a Million) de Charles Crichton
- 1963 : L'Odyssée du petit Sammy (Sammy Going South) d'Alexander Mackendrick
- 1968 : Du sable et des diamants de Don Chaffey
- 1971 : A Christmas Carol de Richard Williams (court métrage d'animation américain)
- 1971 : La Momie sanglante de Seth Holt

#### Musique pour la télévision
- 1962 : Le Prince et le Pauvre (téléfilm) de Don Chaffey
- 1963-1972 : Doctor Who (série), épisodes The Daleks, Marco Polo, The Rescue, The Daleks' Master Plan, The Ark, The Gunfighters, The Power of the Daleks, The Underwater Menace et The Mutants